# Математическа гимназия „Д-р Петър Берон“
Математическа гимназия „Д-р Петър Берон“ е сред най-старите и елитни средни учебни заведения не само във Варна, но и в България със своята 135-годишна история.

## История
Тя преминава през няколко етапа на развитие, които съответстват на образователните и културни потребности на българското общество. При създаването си училището е обявено за Държавна девическа гимназия с 4 класа. За неин пръв директор е назначен Георги Живков. Пълното си развитие като шестокласна гимназия училището достига през 1893 г. Тогава започва изграждането на сградата на Девическата гимназия. Тя е построена по план на архитект Петко Момчилов в стил „модерен ренесанс“. Десетилетия наред това е най-красивата училищна сграда в България.
До Първата световна война, благодарение на усилията на учители и ученици, както и на варненската културна общественост, гимназията се издига като един от главните просветни центрове в България. През този период в нея се учат две от най-изтъкнатите дами на българската култура – актрисата Адриана Будевска и поетесата Дора Габе.
Политическите промени, настъпили в България след Втората световна война, радикално променят смисъла и стила на обучение, както и характера на гимназията.
През 1945 г. на гимназията е дадено името на видния възрожденски деец д-р Петър Берон. В началото на учебната 1963 г. е създадена първата математическа паралелка. От учебната 1968/69 г. училището се обособява като реална гимназия. В него се осъществява експеримент с нова програма за два профила -математически и хуманитарен. От учебната 1971/72 г. гимназията се профилира като математическа с име Втора математическа гимназия „Д-р Петър Берон“. С конкурс по математика са приети първите 240 ученици. Освен задължителните часове по математика, учениците изучават математическа логика, теория на вероятностите, комбинаторика, дискриптивна геометрия, теория на множествата и др. Училището развива разностранни интереси и способности у учениците. Това води до силни изяви и в областта на информатиката, биологията, химията, физиката, литературата. От 1982 г. се залага експеримент, чиято главна цел е съкръщаване срока на обучение, за да се даде възможност на най-талантливите ученици за ранно професионално реализиране.
През последните години продължават традиционно силните изяви главно в областта на математиката, информатиката и физиката. Днес Математическа гимназия „Д-р Петър Берон“ – гр. Варна има повече от 20 годишен опит в откриването и обучението на талантливи ученици в областта на математиката и информатиката. Тези заложби на децата започват да се проявяват на около 10-12 годишна възраст. През годините се утвърждава традицията подборът на такива ученици да се извършва докато те са в IV клас, а обучението им в МГ да започва от V клас. С всяка изминала година технологията за извършване на приема се усъвършенства.
Акценти в обучението и след VII клас – придобиване фундалментални знания по математика, владеене чужд език, програмиране, работа с различен по вид софтуер, знания, които ще ви позволят реализизация във всички сфери на живота.
Математическа гимназия „Д-р Петър Берон“ е правоприемник на Държавната девическа гимназия „Мария Луиза“ във Варна, създадена през есента на 1883 г. и която се е помещавала в сградата на днешния Регионален исторически музей – Варна. На 12 октомври 1978 г. училището се премества в новата си сграда в кв. Чайка, където се намира и до днес.
През 1893 г. Девическата гимназия получава името и статута си на гимназия, в която обучението се извършва в 6-класна степен. През 1945 г. училището променя името си на „Д-р Петър Берон“, през 1954 г. гимназията получава статут на смесено училище – Второ единно училище, а 1957 г. – Второ средно политехническо училище.
От 1972 г. гимназията е със съвременното си име (Втора) Математическа гимназия „Д-р Петър Берон“.

## Обучение
Математическа гимназия „Д-р Петър Берон“ – Варна е създадена през есента на 1883 г. Тя преминава през няколко етапа на развитие, които съответстват на образователните и културни потребности на българското общество.
При създаването си училището е обявено за Държавна девическа гимназия с 4 класа. За неин пръв директор е назначен Георги Живков. Пълното си развитие като шестокласна гимназия училището достига през 1893 г.
Тогава започва изграждането на сградата на Девическата гимназия. Тя е построена по план на архитект Петко Момчилов в стил „модерен ренесанс“. Десетилетия наред това е най-красивата училищна сграда в България.
1893 г. – Девическата гимназия получава името „Мария Луиза“.
1894 г. – За директор е назначен Стоян Заимов.
До Първата световна война, благодарение на усилията на учители и ученици, както и на варненската културна общественост, гимназията се издига като един от главните просветни центрове в България. През този период в нея се учат две от най-изтъкнатите дами на българската култура – актрисата Адриана Будевска и поетесата Дора Габе. Политическите промени, настъпили в България след Втората световна война, радикално променят смисъла и стила на обучение, както и характера на гимназията.
През 1945 г. на гимназията е дадено името на видния възрожденски деец д-р Петър Берон.
През 1954 г. гимназията се реформира в смесено училище – Второ единно училище, а в 1957 г.- Второ средно политехническо училище.
В началото на учебната 1963 г. е създадена първата математическа паралелка.
От учебната 1968/69 г. училището се обособява като реална гимназия. В него се осъществява експеримент с нова програма за два профила -математически и хуманитарен.
От учебната 1971/72 г. гимназията се профилира като математическа с име Втора математическа гимназия „Д-р Петър Берон“. С конкурс по математика са приети първите 240 ученици. Освен задължителните часове по математика, учениците изучават математическа логика, теория на вероятностите, комбинаторика, дискриптивна геометрия, теория на множествата и др.
Първата изява по математика в национален мащаб е още през 1972 г., когато на Пролетния математически конкурс в град Казанлък ученичката Блага Райкова единствена получава максимален брой точки и взема първо място. Математиците Здравко Чакъров, Иван Еников, Златаров, Лимуница Кирякова, Румен Ангелов, физиците Роза Войнова и Даковска, Росица Стефанова – учител по информатика, бяха пионерите в създаването на школи по съответните дисциплини и години наред работеха (а някои и до днес) с жар.
През следващото десетилетие сред най-изявените математици – възпитаници на гимназията са: Христо Кръстев, Красимир Марков, Румен Ангелов, Дико Сурожон, Румен Марков, Огнян Трифонов, Васил Даскалов и др.
Училището развива разностранни интереси и способности у учениците. Това води до силни изяви и в областта на информатиката, биологията, химията, физиката, литературата.
От 1982 г. се залага експеримент, чиято главна цел е съкръщаване срока на обучение, за да се даде възможност на най-талантливите ученици за ранно професионално реализиране.
През последните години продължават традиционно силните изяви главно в областта на математиката, информатиката, физиката и астрономията.